# Foudia
Foudia é um gênero de aves passeriformes da família Ploceidae. Eles são nativos das ilhas do Oceano Índico Ocidental onde ocorrem em Madagascar, Seychelles, Ilhas Comores e  ilhas Mascarenhas.

## Espécies
- Foudia aldabrana
- †Foudia delloni
- Foudia eminentissima
- Foudia flavicans
- Foudia madagascariensis
- Foudia omissa
- Foudia rubra
- Foudia sechellarum